# In Your Room
«In Your Room» (en español, En tu habitación) es el trigésimo disco sencillo del grupo inglés de música electrónica Depeche Mode, el cuarto y último desprendido de su álbum Songs of Faith and Devotion de 1993, lanzado hasta el 10 de enero de 1994 en el Reino Unido y el 18 de enero en los Estados Unidos.
In Your Room es un tema compuesto por Martin Gore un tanto más oscuro que las otras canciones del álbum. Como lados B aparecen una remezcla del tema "Higher Love" del mismo disco, junto con interpretaciones en vivo tomadas del Devotional Tour.
Se publicó en presentación digipack desplegable especial con espacio para ofrecer tres versiones diferentes, el disco original, un disco en vivo y uno de remezclas.
Alcanzó el puesto 8 en el UK Singles Chart.
Fue el primer sencillo de DM presentado en formato digital de CD para su edición estándar.

## Descripción
In Your Room es un tema de base minimalista sintética ambiental, rayana en lo muy oscuro, con una letra llena de sensualidad. Líricamente es uno de los temas más oscuros del álbum, aunque manejando una cierta potencia roquera implícita en estar siempre con alguien, como acompañante, como conciencia, como espejo.
Es una analogía sobre las relaciones de interdependencia con la pareja, a modo introspectivo como todas las letras de Martin Gore, bajo una musicalización muy ambiental, con ocho efectos sostenidos de vacío a dos tiempos marcando el más importante cambio de notación en el que se incorpora la fuerte batería, los cuales se repiten como acompañamiento durante los coros, sin embargo para su versión comercial como disco sencillo la musicalización fue remezclada por completo por el productor Butch Vig, con la voz de Dave Gahan siendo regrabada, haciéndola así una función rock y acentuando aún más el tan sonado acercamiento a la corriente grunge del álbum Songs of Faith and Devotion, solo conservando los tan característicos efectos de vacío sostenido.
Ya en anteriores temas, el más conocido hasta ese momento Leave in Silence, habían tenido dos versiones principales, pero en el caso de In Your Room la del álbum y la del sencillo son prácticamente opuestas, mientras la una es suave y ambiental la otra es más poderosa y roquera; en suma alternativa.
La versión sencillo, tiene principalmente una continua guitarra eléctrica que suena con pesadez durante toda la canción, aunque restándole algo del sentimiento tácito en la versión epónima, la del álbum.
Alan Wilder llegó a declarar que este es su tema favorito de la banda.

## Formatos
Fue el primer sencillo de DM cuya edición estándar apareció propiamente en formato digital de CD, pues fue también el primero que no se publicó en disco de vinilo de 7 pulgadas en el Reino Unido, aunque sí en Alemania, como se hizo con los dos anteriores sencillos.

### En disco de vinilo
7 pulgadas Mute INT 111.914 Mute Bong24  In Your Room
| Lado A |                             |          |  |
| N.º    | Título                      | Duración |  |
| 1.     | «In Your Room» (Zephyr Mix) | 4:50     |  |

| Lado B |                                |          |  |
| N.º    | Título                         | Duración |  |
| 1.     | «Higher Love» (Adrenaline Mix) | 7:50     |  |

Solo para Alemania hubo edición regular en 7 pulgadas
12 pulgadas Mute 12 Bong24  In Your Room
| Lado A |                                    |          |  |
| N.º    | Título                             | Duración |  |
| 1.     | «In Your Room» (Zephy Mix)         |          |  |
| 2.     | «In Your Room» (Apex Mix)          |          |  |
| 3.     | «In Your Room» (The Jeep Rock Mix) |          |  |

| Lado B |                                      |          |  |
| N.º    | Título                               | Duración |  |
| 1.     | «Higher Love» (Adrenaline Mix)       |          |  |
| 2.     | «In Your Room» (Extended Zephyr Mix) |          |  |

12 pulgadas Mute L12 Bong24  In Your Room
| Lado A |                                                               |          |  |
| N.º    | Título                                                        | Duración |  |
| 1.     | «In Your Room» (en vivo el 29 de julio de 1993 en Liévin)     | 6:52     |  |
| 2.     | «World in My Eyes» (en vivo el 29 de julio de 1993 en Liévin) | 6:16     |  |
| 3.     | «Policy of Truth» (en vivo el 29 de julio de 1993 en Liévin)  | 5:08     |  |

| Lado B |                                                                      |          |  |
| N.º    | Título                                                               | Duración |  |
| 1.     | «Fly on the Windscreen» (en vivo el 29 de julio de 1993 en Liévin)   | 5:20     |  |
| 2.     | «Never Let Me Down Again» (en vivo el 29 de julio de 1993 en Liévin) | 5:01     |  |
| 3.     | «Death's Door» (en vivo el 29 de julio de 1993 en Liévin)            | 2:45     |  |

12 pulgadas Mute P12 Bong24  In Your Room
| Lado A |                                    |          |  |
| N.º    | Título                             | Duración |  |
| 1.     | «In Your Room» (The Jeep Rock Mix) |          |  |
| 2.     | «Higher Love» (Adrenaline Mix)     |          |  |

| Lado AA |                                      |          |  |
| N.º     | Título                               | Duración |  |
| 1.      | «In Your Room» (Extended Zephyr Mix) |          |  |

Promocional
12 pulgadas Sire/Reprise 0-41362  In Your Room
| Lado A |                                      |          |  |
| N.º    | Título                               | Duración |  |
| 1.     | «In Your Room» (Extended Zephyr Mix) | 6:43     |  |
| 2.     | «In Your Room» (Apex Mix)            | 6:43     |  |

| Lado B |                                    |          |  |
| N.º    | Título                             | Duración |  |
| 1.     | «In Your Room» (The Jeep Rock Mix) | 6:19     |  |
| 2.     | «Higher Love» (Adrenaline Mix)     | 7:49     |  |

### En CD
| Mute CD Bong24 In Your Room |                                                                               |          |  |
| N.º                         | Título                                                                        | Duración |  |
| 1.                          | «In Your Room» (Zephyr Mix)                                                   | 4:51     |  |
| 2.                          | «In Your Room» (Extended Zephyr Room)                                         | 6:43     |  |
| 3.                          | «Never Let Me Down Again» (en vivo el 29 de julio de 1993 en Liévin, Francia) | 4:56     |  |
| 4.                          | «Death's Door» (en vivo el 29 de julio de 1993 en Liévin, Francia)            | 2:45     |  |

| Mute LCD Bong24 In Your Room |                                                                    |          |  |
| N.º                          | Título                                                             | Duración |  |
| 1.                           | «In Your Room» (en vivo el 29 de julio de 1993 en Liévin)          | 6:49     |  |
| 2.                           | «Policy of Truth» (en vivo el 29 de julio de 1993 en Liévin)       | 5:06     |  |
| 3.                           | «World in My Eyes» (en vivo el 29 de julio de 1993 en Liévin)      | 6:14     |  |
| 4.                           | «Fly on the Windscreen» (en vivo el 29 de julio de 1993 en Liévin) | 5:20     |  |

| Mute XLCD Bong24 In Your Room |                                    |          |  |
| N.º                           | Título                             | Duración |  |
| 1.                            | «In Your Room» (The Jeep Rock Mix) | 6:20     |  |
| 2.                            | «In Your Room» (Apex Mix)          | 6:43     |  |
| 3.                            | «Higher Love» (Adrenaline Mix)     | 7:49     |  |

Estos tres discos solo aparecieron juntos en presentación Digipak en caja
| CD Sire/Reprise 9 41362 In Your Room |                                                              |          |  |
| N.º                                  | Título                                                       | Duración |  |
| 1.                                   | «In Your Room» (Zephyr Mix)                                  | 4:52     |  |
| 2.                                   | «In Your Room» (Extended Zephyr Mix)                         | 6:45     |  |
| 3.                                   | «Higher Love» (Adrenaline Mix)                               | 7:50     |  |
| 4.                                   | «In Your Room» (The Jeep Rock Mix)                           | 6:20     |  |
| 5.                                   | «Policy of Truth» (en vivo el 29 de julio de 1993 en Liévin) | 5:07     |  |
| 6.                                   | «In Your Room» (Apex Mix)                                    | 6:44     |  |
| 7.                                   | «In Your Room» (en vivo el 29 de julio de 1993 en Liévin)    | 6:48     |  |

CD 2004
Realizado para la colección The Singles Boxes 1-6 de ese año.
| CD Mute Bong24X In Your Room |                                                                      |          |  |
| N.º                          | Título                                                               | Duración |  |
| 1.                           | «In Your Room» (Zephyr Mix)                                          | 4:53     |  |
| 2.                           | «Higher Love» (Adrenaline Mix Edit)                                  | 4:48     |  |
| 3.                           | «In Your Room» (Apex Mix)                                            | 6:45     |  |
| 4.                           | «In Your Room» (The Jeep Rock Mix)                                   | 6:21     |  |
| 5.                           | «Higher Love» (Adrenaline Mix)                                       | 7:51     |  |
| 6.                           | «In Your Room» (Extended Zephyr Mix)                                 | 6:44     |  |
| 7.                           | «In Your Room» (en vivo el 29 de julio de 1993 en Liévin)            | 6:51     |  |
| 8.                           | «Policy of Truth» (en vivo el 29 de julio de 1993 en Liévin)         | 5:08     |  |
| 9.                           | «Wolrd in My Eyes» (en vivo el 29 de julio de 1993 en Liévin)        | 6:16     |  |
| 10.                          | «Fly on the Windscreen» (en vivo el 29 de julio de 1993 en Liévin)   | 5:22     |  |
| 11.                          | «Never Let Me Down Again» (en vivo el 29 de julio de 1993 en Liévin) | 5:01     |  |
| 12.                          | «Death's Door» (en vivo el 29 de julio de 1993 en Liévin)            | 2:47     |  |

## Vídeo promocional
El vídeo de In Your Room fue dirigido por Anton Corbijn, desde luego bajo la mezcla de su versión sencillo. Éste es mitad en blanco y negro, mitad en color, teniendo como insólito factor un foco encendido cubriendo parcialmente varias de sus imágenes, mientras los integrantes aparecen interpretándola al mismo tiempo que encadenados a una silla, haciendo referencia a la esclavitud clamada en sus estribillos, aunque en este se muestra de manera involuntaria, pues siempre aparecen forzando las cadenas.
Como curiosidad, en blanco y negro aparece una modelo vestida igual a los integrantes del grupo en algunos de sus vídeos anteriores, en específico se hace referencia directa a Strangelove, la chica posando en ropa interior; Personal Jesus, los miembros de la banda con sombreros de vaquero; Enjoy the Silence, David Gahan, vestido como un rey llevando la silla plegable mientras camina por la carretera; Halo, la gente con maquillaje de payaso; I Feel You, una mujer vestida como Dave Gahan con un traje a rayas, gafas de sol y una peluca; Walking in My Shoes, el traje de aves; y, Condemnation, el vestido blanco con cintas que una de las mujeres usa, solo relacionándolo de nuevo con la idea de la esclavitud a la que una mujer puede llevar a un hombre. Corbijn describió el vídeo como una retrospectiva a la obra que había hecho con Depeche Mode; declaró que lo hizo de esa manera porque estaba seguro de que Gahan iba a morir antes de que el grupo pudiera continuar, aunque irónicamente sí fuera el último vídeo con Wilder.
El video muestra a Alexandra Kummer en algunas escenas parcialmente vestida. Debido a la desnudez parcial, el vídeo solo se emitió por el canal MTV en los Estados Unidos.
El video se incluye en la colección The Videos 86>98 de 1998, en el Devotional DVD de 2004, en The Best of Depeche Mode Volume 1 de 2006, en su edición en DVD, y en Video Singles Collection de 2016.
Este fue el último sencillo de Depeche Mode con Alan Wilder como miembro de la banda, y por tanto el último video en el que aparece.
Para la gira Devotional Tour, Corbijn adicionalmente realizó una simplista proyección de fondo en la que aparecían rostros de varias mujeres; para la gira Exciter Tour hizo otra en la cual aparecían un pez y un tiburón, haciendo otra extraña analogía sobre el dominio permanente de quien tiene el poder. En la gira Global Spirit Tour el tema se presentó con una nueva proyección de Corbijn en la que aparecía una pareja sentados a una mesa que se levantaban ejecutando una coreografía de baile con escenas en que se mostraban estáticos y otras en las que encendían su sensualidad, haciendo otra analogía sobre el encierro en una habitación.

## En directo
El tema ha estado presente en todas las giras desde su publicación, así estuvo en Devotional Tour y el Exotic Tour en The Singles Tour y en el Exciter Tour en todas las fechas; posteriormente en la gira Touring the Angel se incorporó para la segunda etapa, mientras en los Tour of the Universe, Delta Machine Tour y Global Spirit Tour apareció solo en algunas de las fechas, y posteriormente se incorporó durante todas las fechas del Memento Mori World Tour. Desde su introducción en 1993, Alan Wilder tocaba la batería acústica en escenarios.
Durante los conciertos en 1993 y 1994, la canción fue interpretada en su versión epónima, tal como aparece en el álbum, haciéndola una función larga, mientras desde 1998 en la gira The Singles Tour se interpretó en su versión Zephyr Mix del disco sencillo volviéndola un tema más alternativo. En la gira Tour of the Universe se daba inicio con la versión del álbum para después pasar a la forma Zephyr Mix, o una reproducción orgánica, una versión híbrida, pues. Para la gira Global Spirit Tour se le retomó en su forma epónima del álbum, la primera vez que se reprodujo así tras la época con Alan Wilder. Para el Memento Mori World Tour reapareció en su forma Zephyr Mix.

## Lista de posiciones
| Listas (1994)                      | Mejor posición |
| ---------------------------------- | -------------- |
| UK Singles Chart                   | 8              |
| Lista de sencillos australina ARIA | 40             |
| Lista de sencillos irlandesa       | 15             |
| Lista de sencillos francesa        | 10             |
| German Top100 Singles              | 24             |
| Swedish Singles Chart              | 2              |
| Swiss Singles Top 100              | 14             |

## Versiones
En 2003, la banda de Fallon Bowman, Amphibious Assault, hizo un cover de la canción de su primer LP, District Six.